# Melanargia novemocellata
Melanargia novemocellata är en fjärilsart som beskrevs av Charles Oberthür 1909. Melanargia novemocellata ingår i släktet Melanargia och familjen praktfjärilar. Inga underarter finns listade i Catalogue of Life.